# Kolonie Neplujewka
Die Kolonie Neplujewka, auch Seifertsland, war eine russlandmennonitische Ansiedlung in der Ukraine.
Die Kolonie wurde 1870 von 200 mennonitischen Familien  aus der Kolonie Chortitza gegründet. Das Land war vom Adligen Neplujew gepachtet und lag im Wolost Tschertomlik, 16 km nordöstlich von Nikopol. Die Dörfer Hamburg und Neubergthal lösten sich wegen Schwierigkeiten mit dem Pachtvertrag schnell auf. Auch Steinau und Blumenfeld hatten große Probleme. 1906 war eine Hälfte der Bevölkerung Mitglieder der Gemeinde von Borosenko, die andere Hälfte Mitglieder der Mennoniten-Brüdergemeinde Nepljujewka, die ein Kirchengebäude in Steinau hatte. Die Mennonitengemeinde war der Brüdergemeinde von Einlage zugehörig. Der Ort Hoffnungsfeld (in anderen Quellen Hoffnungsort genannt) wurde 1915 an Lutheraner verkauft. Die Kirche in Steinau wurde 1918 von der örtlichen evangelischen Gemeinde gekauft und zum Bau von neuen Kirchen abgebrochen. Nach dem Bürgerkrieg verstreute sich die Bevölkerung.
| Nr. | ursprünglicher Name | heutiger Name       | ukrainisch          | Gründung  |
| --- | ------------------- | ------------------- | ------------------- | --------- |
| 1   | Blumenfeld          | nicht mehr existent | nicht mehr existent | 1870      |
| 2   | Steinau             | Starosawodske       | Старозаводське      | 1866      |
| 3   | Hamburg             | nicht mehr existent | nicht mehr existent | 1870–1898 |
| 4   | Neubergthal         | nicht mehr existent | nicht mehr existent | 1866      |
| 5   | Hoffnungsfeld       | nicht mehr existent | nicht mehr existent | 1866      |